# Антономазија
У реторици, антономазија (грч. ἀντονομασία, преименовање) је стилска фигура у којој се замењује властито име било којим епитетом или изразом, као што је „велики беседник“, уместо Цицерон. Обрнут процес, употреба личног имена уместо неког општег појма је такође антономазија (нпр. Цицерон уместо „велики беседник“). Антономазија је посебан облик метонимије.

## Примери
- „Фантастична четворка“ за Битлсе
- „Челични канцелар“ за Ота фон Бизмарка
- „Фирер“ за Адолфа Хитлера
- „Краљ попа“ за Мајкла Џексона
- „Челични лептир“ за Имелду Маркос
- „Дуче“ за Бенита Мусолинија
- „Краљ“ за Елвиса Преслија
- „Челична леди“ за Маргарет Тачер